# Papy Abedi
Mwimbi Papy Abedi (Kinshasa, 30 de junho de 1978 é um lutador sueco-congolês de artes marciais mistas, 

## Biografia
Abedi nasceu em Kinshasa, Zaire (atual República Democrática do Congo), onde ele cresceu. Ele ganhou o apelido de "Makambo" pelos anciões, que em lingala (língua oficial) significa "problema", porque sempre que havia uma briga ou problemas, ele era o primeiro na cena do crime. Mais tarde, ele mudou-se para França e Bélgica, antes de se mudar para a Suécia em 1997.
Ele começou a treinar judô aos 7 anos de idade.

## Carreira no MMA

### Ultimate Fighting Championship
Em Junho de 2011, Papy fez um contrato de quatro lutas com o Ultimate Fighting Championship, para competir na divisão dos Penas.
Abedi fez sua estréia no UFC contra Thiago Alves em 5 de Novembro de 2011 no UFC 138. Abedi foi gravemente ferido com um soco de direita de Alves que o derrubou no meio do primeiro round e após uma enxurrada de socos e cotoveladas que abriram um corte em Abedi, Alves pegou as costas de Abedi e acabou com a luta por Finalização com um mata leão, dando à Abedi sua primeira derrota profissional.
Abedi enfrentou James Head em 14 de Abril de 2012 no UFC on Fuel TV: Gustafsson vs. Silva. No fim do primeiro round, Head atordoou Abedi com uma cotovelada no clinch seguida por uma enxurrada de socos de derrubaram Abedi, Head venceu por Finalização com um mata leão.
Abedi era esperado para enfrentar Rick Story em 22 de Junho de 2012 no UFC on FX: Maynard vs. Guida, substituindo o lesionado Rich Attonito. Porém, Abedi foi obrigado a se retirar da luta com uma lesão e foi substituído pelo estreante na promoção Brock Jardine.
Abedi enfrentou Besam Yousef em 6 de Abril de 2013 no UFC on Fuel TV: Mousasi vs. Latifi. e venceu por Decisão Dividida.
Abedi enfrentou Dylan Andrews em 28 de Agosto de 2013 no UFC Fight Night: Condit vs. Kampmann II e perdeu por nocaute no terceiro round, após dominar o primeiro e o segundo. Após a derrota, Abedi foi demitido do UFC.

### Pós UFC
Sua primeira luta após deixar o UFC seria contra Daniel Acácio em 3 de Maio de 2014 no SC X: Helsingborg. Porém, uma lesão fez Abedi sair do card, sendo substituído por Alan Carlos.

## Cartel no MMA
| Cartel no MMA   |            |            |
| 12 lutas        | 9 vitórias | 3 derrotas |
| Por nocaute     | 5          | 1          |
| Por finalização | 2          | 2          |
| Por decisão     | 2          | 0          |

| Res.    | Cartel | Oponente          | Método                      | Evento                                   | Data       | Round | Tempo | Local                        | Notas                 |
| ------- | ------ | ----------------- | --------------------------- | ---------------------------------------- | ---------- | ----- | ----- | ---------------------------- | --------------------- |
| Derrota | 9-3    | Dylan Andrews     | Nocaute (socos)             | UFC Fight Night: Condit vs. Kampmann II  | 28/08/2013 | 3     | 1:32  | Indianapolis, Indiana, EUA   | Voltou aos Médios.    |
| Vitória | 9-2    | Besam Yousef      | Decisão (dividida)          | UFC on Fuel TV: Mousasi vs. Latifi       | 16/04/2013 | 3     | 5:00  | Estocolmo, Suécia            |                       |
| Derrota | 8-2    | James Head        | Finalização (mata leão)     | UFC on Fuel TV: Gustafsson vs. Silva     | 14/04/2012 | 1     | 4:33  | Estocolmo, Suécia            |                       |
| Derrota | 8-1    | Thiago Alves      | Finalização (mata leão)     | UFC 138: Leben vs. Muñoz                 | 05/11/2011 | 1     | 3:32  | Birmingham, Inglaterra       | Estréia no Meio Médio |
| Vitória | 8-0    | Nathan Schouteren | Finalização (guilhotina)    | Superior Challenge 6                     | 29/10/2010 | 1     | 3:22  | Estocolmo, Suécia            |                       |
| Vitória | 7-0    | Bohumil Lungrik   | Nocaute Técnico (socos)     | Hell Cage 5                              | 28/03/2010 | 1     | 2:53  | Prague, República Tcheca     |                       |
| Vitória | 6-0    | Nelton Pontes     | Nocaute Técnico (socos)     | Bushido Challenge 1: War of the Warriors | 13/12/2009 | 1     | 3:17  | Norwich, Norfolk, Inglaterra |                       |
| Vitória | 5-0    | Alan Carlos       | Nocaute Técnico (socos)     | Superior Challenge 3                     | 30/05/2009 | 2     | 1:56  | Estocolmo, Suécia            |                       |
| Vitória | 4-0    | Timur Akbulut     | Finalização (guiilhotina)   | Fight Fiesta de Luxe: Unstoppable        | 05/04/2008 | 1     | N/A   | Hollerich, Luxemburgo        |                       |
| Vitória | 3-0    | Aldric Cassata    | Nocaute Técnico (joelhadas) | Chaos Fighting Championships 1           | 01/12/2007 | 2     | N/A   | Derry, Irlanda do Norte      |                       |
| Vitória | 2-0    | Juha Kaki         | Decisão (unânime)           | Shooto Finland: Bloodbath                | 12/05/2007 | 2     | 5:00  | Vantaa, Finlândia            |                       |
| Vitória | 1-0    | Mikael Pastor     | Nocaute Técnico (socos)     | Travelfight Arena                        | 16/12/2006 | 2     | 2:24  | Uppsala, Suécia              |                       |